# IBM DB2
IBM DB2는 IBM에서 1983년에 발표된 상업용 관계 데이터베이스 관리 시스템이다. MVS/XA와 MVS/370 운영체제에서 사용되며 SQL을 데이터 언어로 사용하여 다수의 사용자들이 여러 개의 관계 데이터베이스를 동시에 접근할 수 있는 대형 데이터베이스를 위한 시스템이다.

## 역사
DB2는 그 뿌리의 시점은 1970년대 초로 거슬러 올라간다. IBM의 연구원 에드거 F. 커드가 관계형 데이터베이스 이론을 기술하고 1970년 6월 데이터 조작 모델을 출시하였다.
DB2 (IBM 데이터베이스 2)라는 이름은 IBM이 DB2를 MVS 메인프레임 플랫폼을 출시한 1983년에 DBMS에 처음 사용되었다.

## 현재 출시 중인 에디션
오늘날 DB2 계열에는 3가지 주요 제품이 있다: DB2 for Linux, UNIX and Windows (비공식적으로 DB2 LUW), DB2 for z/OS (메인프레임), DB2 for iSeries (과거의 OS/400) 4번째 제품 DB2 for VM / VSE도 이용이 가능하다.

## 오류 처리
DB2 컴퓨터 프로그램의 중요한 기능으로 오류 처리가 있다. SQLCA(SQL communications area)는 SQL 문이 실행된 이후마다 DB2 프로그램 내에 내부적으로 사용되어 오류 정보를 응용 프로그램에 반환한다. 주된 오류 진단은 SQLCA 블록 안에 위치한 SQLCODE 필드에 담겨져 있다.
SQL 반환 코드 값은 다음과 같다:
- 0은 성공적인 실행을 의미한다.
- 양수는 하나 이상의 경고와 함께 성공적인 실행을 의미한다. 이를테면 +100은 로우가 없음을 뜻한다.
- 음수는 오류와 함께 성공하지 못했음을 의미한다. 이를테면 -911은 데드락이 발생하여 롤백을 트리거(trigger)했음을 뜻한다.

## 버전
Db2
- Xperanto
- Stinger - 8.1, 8.2
- Viper - 9.1.
- Viper 2 - 9.5
- Cobra - 9.7
- Galileo - 10.1
- Kepler - 10.5
- Cancun - 10.5.4
- Nebula - 11.5.4
- Andromeda - 12?

Db2 for z/OS
- Eagle
- Sequoia - 11.1

## 같이 보기
- IBM
- 관계형 데이터베이스 관리 시스템(RDBMS)

## 참조
1. ↑  “IBM unveils Db2 12.1”. 2024년 10월 21일. 2024년 12월 6일에 확인함.
2. ↑  Codd, E. F. (June 1970). “A Relational Model of Data for Large Shared Data Banks” (PDF). 《Communications of the ACM》 13 (6): 377–387. doi:10.1145/362384.362685.
3. ↑  “Introduction to DB2 UDB”. 2005년 4월 22일. 2010년 3월 29일에 확인함. Since the 1970s, when IBM Research invented the Relational Model and the Structured Query Language (SQL), IBM has developed a complete family of RDBMS software. Development started on mainframe platforms such as Virtual Machine (VM), Virtual Storage Extended (VSE), and Multiple Virtual Storage (MVS). In 1983, DB2 for MVS Version 1 was born. "DB2" was used to indicate a shift from hierarchical databases, like the Information Management System (IMS) popular at the time, to the new relational databases.